# Unicodeblock Kana, erweitert-B
Der Unicodeblock Kana, erweitert-B (Kana Extended-B, U+1AFF0 bis U+1AFFF) beinhaltet zusätzliche Hentaigana-Zeichen, die von japanischen Linguisten verwendet werden, um die Taiwanische Sprache in Kana-Schrift darzustellen. Diese Zeichen werden auch als Taiwanische Kana bezeichnet.

## Tabelle
| Unicodenummer    | Zeichen (400 %) | Offizielle Bezeichnung                  | Beschreibung                        |
| ---------------- | --------------- | --------------------------------------- | ----------------------------------- |
| U+1AFF0 (110576) | 𚿰              | KATAKANA LETTER MINNAN TONE-2           | Min Nan-Buchstabe Ton 2             |
| U+1AFF1 (110577) | 𚿱              | KATAKANA LETTER MINNAN TONE-3           | Min Nan-Buchstabe Ton 3             |
| U+1AFF2 (110578) | 𚿲              | KATAKANA LETTER MINNAN TONE-4           | Min Nan-Buchstabe Ton 4             |
| U+1AFF3 (110579) | 𚿳              | KATAKANA LETTER MINNAN TONE-5           | Min Nan-Buchstabe Ton 5             |
| U+1AFF4 (110580) | 𚿴               | <reserved>                              | (reserviert)                        |
| U+1AFF5 (110581) | 𚿵              | KATAKANA LETTER MINNAN TONE-7           | Min Nan-Buchstabe Ton 7             |
| U+1AFF6 (110582) | 𚿶              | KATAKANA LETTER MINNAN TONE-8           | Min Nan-Buchstabe Ton 8             |
| U+1AFF7 (110583) | 𚿷              | KATAKANA LETTER MINNAN NASALIZED TONE-1 | Min Nan-Buchstabe Nasalierter Ton 2 |
| U+1AFF8 (110584) | 𚿸              | KATAKANA LETTER MINNAN NASALIZED TONE-2 | Min Nan-Buchstabe Nasalierter Ton 1 |
| U+1AFF9 (110585) | 𚿹              | KATAKANA LETTER MINNAN NASALIZED TONE-3 | Min Nan-Buchstabe Nasalierter Ton 3 |
| U+1AFFA (110586) | 𚿺              | KATAKANA LETTER MINNAN NASALIZED TONE-4 | Min Nan-Buchstabe Nasalierter Ton 4 |
| U+1AFFB (110587) | 𚿻              | KATAKANA LETTER MINNAN NASALIZED TONE-5 | Min Nan-Buchstabe Nasalierter Ton 5 |
| U+1AFFC (110588) | 𚿼               | <reserved>                              | (reserviert)                        |
| U+1AFFD (110589) | 𚿽              | KATAKANA LETTER MINNAN NASALIZED TONE-7 | Min Nan-Buchstabe Nasalierter Ton 7 |
| U+1AFFE (110590) | 𚿾              | KATAKANA LETTER MINNAN NASALIZED TONE-8 | Min Nan-Buchstabe Nasalierter Ton 8 |